# Kamar Sūrākh
Kamar Sūrākh (persiska: کمرسوراخ) är en ort i Iran.   Den ligger i provinsen Kermanshah, i den västra delen av landet, 500 km väster om huvudstaden Teheran. Kamar Sūrākh ligger 1 228 meter över havet och antalet invånare är 110.
Terrängen runt Kamar Sūrākh är huvudsakligen kuperad, men åt nordost är den platt. Kamar Sūrākh ligger nere i en dal. Runt Kamar Sūrākh är det ganska glesbefolkat, med 39 invånare per kvadratkilometer. Närmaste större samhälle är Dārbīd-e Manşūrī, 2,5 km norr om Kamar Sūrākh. Omgivningarna runt Kamar Sūrākh är i huvudsak ett öppet busklandskap.